# كلاوس شولتسه
كلاوس شولتسه (4 أغسطس 1947 - 26 أبريل 2022)، (Klaus Schulze) هو مؤلف ألماني للموسيقى الإلكترونية. وقد استعمل أيضا في السابق لقب ريتشارد فاهنفريت. وقد كان في فترة وجيزة عضوا في فرقة تانجرين دريم ثم أش را تمبل قبل أن يستقل بذاته في مشوار منفرد اشتمل على أكثر من 40 ألبوما على مدى ثلاثة عقود.

## روابط خارجية
- كلاوس شولتزه على موقع IMDb (الإنجليزية)
- كلاوس شولتزه على موقع ألو سيني (الفرنسية)
- كلاوس شولتزه على موقع ميوزك برينز (الإنجليزية)
- كلاوس شولتزه على موقع ميوزك برينز (الإنجليزية)
- كلاوس شولتزه على موقع ميوزك برينز (الإنجليزية)
- كلاوس شولتزه على موقع أول موفي (الإنجليزية)
- كلاوس شولتزه على موقع إن إن دي بي (الإنجليزية)
- كلاوس شولتزه على موقع أول ميوزيك (الإنجليزية)
- كلاوس شولتزه على موقع ديسكوغز (الإنجليزية)
- كلاوس شولتزه على موقع ديسكوغز (الإنجليزية)
- كلاوس شولتزه على موقع ديسكوغز (الإنجليزية)